# Jędrychowo (powiat mrągowski)
Jędrychowo (niem. Heinrichshöfen) – wieś w Polsce położona w województwie warmińsko-mazurskim, w powiecie mrągowskim, w gminie Sorkwity.
| SIMC    | Nazwa  | Rodzaj                      |
| ------- | ------ | --------------------------- |
| 0487924 | Janowo | część wsi (wieś od 2023 r.) |
| 0487947 | Rodowo | część wsi (wieś od 2023 r.) |

W latach 1975–1998 miejscowość należała administracyjnie do województwa olsztyńskiego.
Majątek ziemski w Jędrychowie wchodził w skład dóbr z siedzibą w Sorkwitach, należących do Bronikowskich później von Mirbachów oraz von Paleske. Dwór pełnił rolę dworku letniego i myśliwskiego. Dwór otoczony jest dużym parkiem z wieloma pomnikowymi drzewami m.in. magnolia i sosna wejmutka, a na początku XX w. hodowano tu nawet figi.
Dwór o skromnych cechach późnobarokowych z końca XVIII w., piętrowy z dachem naczółkowym i gankiem na froncie. W otoczeniu zabudowa folwarczna i park. Obecnie w dworze mieści się pensjonat.